# 원평 (후한)
원평(袁平, ? ~ ?)은 중국 후한 말의 인물로, 예주(豫州) 여남군(汝南郡) 여양현(汝陽縣) 사람이다.

## 생애
후한 때 사공(司空)을 역임한 권신 원탕(袁湯)의 장남이다.
그의 생애에 관한 기록은 전해지는 것이 없으며, 일찍 죽었다는 기록만 남아있다.

## 원평의 친족관계

### 관련 인물
- 원기　원담　원매　원봉　원상　원성　원소
- 원술　원안　원외　원요　원유　원윤　원희